# مسجد كوبانيا
مسجد كوبانيا، هو مسجد تاريخي قديم تم تشييده في العهد العثماني في سراييفو، البوسنة والهرسك، قبل عام 1565.

## الوصف
مبنى المسجد واسع وله مئذنة حجرية رائعة. توجد كتابة باللغة التركية مثبتة على الجدران المحيطة بالمئذنة.
توجد مقبرة مجاورة للمسجد يعتقد البعض أن المحسن كوبان حسن دفن بها.
في عام 2007، تم اعتماد مقترح لإدراج المسجد كنصب تذكاري وطني للبوسنة والهرسك.